# Jean Seignalet
 (janvier 2021).
Si vous disposez d'ouvrages ou d'articles de référence ou si vous connaissez des sites web de qualité traitant du thème abordé ici, merci de compléter l'article en donnant les références utiles à sa vérifiabilité et en les liant à la section « Notes et références ».
Jean Seignalet, né le 9 octobre 1936 à Béziers et mort le 13 juillet 2003 à Montpellier, est un immunologue français qui a théorisé un régime alimentaire qualifié d'hypotoxique et auquel son nom est parfois donné, le régime Seignalet. Ce régime d'éviction, ainsi que ses théories sur la façon dont la consommation de certains aliments seraient à l'origine de nombreuses maladies, ont été popularisés à travers son livre de diététique, L'Alimentation ou la Troisième médecine.

## Biographie
Jean Seignalet naît le 9 octobre 1936[réf. nécessaire].
Interne des hôpitaux de Montpellier (promotion 1962), il dirige le laboratoire d'histocompatibilité de Montpellier de 1969 à 1989 au Centre de transfusion et d’hématologie[source secondaire souhaitée]. Immunologue il étudie notamment la compatibilité des donneurs d’organes. Sa production scientifique en tant que maître de conférences des universités-praticien hospitalier à l'université Montpellier 1 porte sur l'hématologie et l'immunologie. Seignalet est crédité de 78 publications scientifiques référencées concernant ses travaux sur l'histocompatibilité.
En 1985, des événements de sa vie personnelle, notamment une dépression guérie par un régime alimentaire, le mènent vers la nutrition. Il est convaincu de l'incidence de l'alimentation sur de nombreuses pathologies, ce qui le conduit à s'intéresser à d'autres domaines de la médecine et de la biologie[réf. nécessaire].
Il adapte son alimentation aux recommandations de plusieurs médecins dont Catherine Kousmine, ainsi qu'à l'alimentation crudivore de Guy-Claude Burger. Il rédige d'ailleurs la préface de l'ouvrage de Burger Instinctothérapie, manger vrai en 1990, dans laquelle il écrit « J'ai fait la connaissance de Guy-Claude Burger en 1983, à l'occasion d'une conférence qu'il donnait à Montpellier. Je fus frappé par son intelligence, sa culture, la mesure de ses propos et très intéressé par la théorie surprenante qu'il présentait. Pendant deux heures, je le mitraillai de questions concernant la biochimie, la génétique et l'immunologie, branches qui me sont familières. Il me répondit à tout de manière satisfaisante et je ne découvris aucune faute dans son exposé. Cinq ans après, malgré une étude attentive et détaillée de ses publications, je n'ai toujours pas décelé de faille. [...] Si j'ai accepté de rédiger cette préface, c'est parce que j'ai la conviction que les travaux de Burger se rattachent à la médecine classique. En effet, comme celle-ci, I'instinctothérapie repose sur une démarche scientifique rigoureuse ».
Son soutien apporté à Guy-Claude Burger lors de ses procès, notamment pour exercice illégal de la médecine, (il sera condamné), a largement contribué à la défiance que beaucoup de praticiens et d'autorités médicales lui ont témoigné[réf. nécessaire].
Il meurt, le 13 juillet 2003, des suites d'un cancer du pancréas[réf. nécessaire]. Ce décès a été relevé par ceux qui critiquent sa démarche comme un élément en défaveur de ses théories alimentaires, infondée et comprenant certains risques selon la grande majorité des gastro-entérologues, allergologues et autres nutritionnistes[réf. nécessaire].

## Hypothèses diététiques
Ses hypothèses sur le déclenchement des maladies, et particulièrement les maladies chroniques et auto-immunes, se basent sur l'hypothèse que certains aliments "encrassent" l'organisme, la réaction de l'organisme à cet encrassement, selon le "terrain" particulier de chacun, étant un processus d'élimination. Les aliments trop cuits, industriels et trop transformés, le gluten et les produits laitiers sont particulièrement incriminés.
Dans sa pratique clinique, Jean Seignalet teste ses hypothèses de “diététique ancestrale” pour ses patients en leur proposant un modèle nutritionnel qualifié d'"hypotoxique". 

### L'Alimentation ou la troisième médecine
En 1996 il expose les conclusions, positives et négatives du suivi des malades sur souvent des temps longs, voire des années, dans un ouvrage destiné à "présenter aux médecins et d'une façon plus générale aux personnes dotées d'une culture scientifique, une conception nouvelle sur le mécanisme de certaines maladies et intéresser les autres lecteurs, ceux qui constitue le grand public" : L'Alimentation ou la troisième médecine, qui connaît un succès immédiat. Plusieurs fois réédité, revu et augmenté, son livre a permis à beaucoup de patients de réformer leur alimentation. Des associations, des groupes de malades se sont créés. Le livre est complété par une bibliographie de 43 pages.
Au gré des différentes rééditions, l'ouvrage est enrichi par de nouveaux témoignages de guérisons, ainsi à la 5° édition, qui date de 2004, Seignalet a observé que "les succès fréquents ne font plus aucun doute dans le lupus érythémateux disséminé, la sclérodermie, la sclérose en plaques, le diabète sucré de type 2, l'arthrose, la maladie de Crohn, l'acné, l'asthme et la maladie de Behçet".

### Critiques
Ses études et ses conclusions ont rencontré beaucoup d'opposition de la part de ses confrères. Pour eux sa façon de procéder, sans méthodologie fiable pour tester ses hypothèses et sans publication dans des revues à comité de lecture susceptibles d'apporter une critique éclairée de ses travaux, ne respecte pas la méthode scientifique.
Pour Cohen et Legrand, anthropologues de la santé, « le statut de la preuve des expérimentations de Kousmine ou de Seignalet est controversé par absence de dispositif expérimental probant et notamment par absence de randomisation. Ainsi, ces « autorités » alternatives revendiquant une démarche scientifique et rationnelle ne peuvent néanmoins s’inscrire totalement dans la preuve scientifique, source de leur discrédit. Leurs références théoriques sont parfois soumises à de nombreuses controverses puisqu’elles puisent dans des références non dominantes, non conventionnelles, voire parallèle à la médecine ». Ils admettent néanmoins dans leur conclusion que "l’alimentation constitue certainement un des enjeux majeurs de la prévention et des soins du cancer".
Ses travaux suscitent toujours depuis trente ans le scepticisme de ses pairs.
Son élève le rhumatologue Jean-Pierre Poinsignon continue ses recherches, il a publié Rhumatismes : et si votre alimentation était coupable ? - Comment éviter l'arthrose, l'ostéoporose, les arthrites, les tendinites, etc., en mangeant autrement en 2009.

## Ouvrages
- Jean Seignalet, Le groupage HLA en rhumatologie, Masson, 1986. A propos du système immunitaire HLA
- Jean Seignalet, L'Alimentation ou la troisième médecine, Éditions François-Xavier de Guibert, 1996, 452 p. Réédité et augmenté en 1997, 1999, 2003 et 2004 aux mêmes éditions, puis en 2012 aux éditions du Rocher. Préfacé par Henri Joyeux, ce livre grand public expose ses théories diététiques.
- Jean Seignalet (posthume), Soigner par l'alimentation : Comprendre les maladies chroniques, Monaco, Éditions du Rocher, 2017, 193 p. (ISBN 978-2-268-08497-8)